# Bleptina pulla
Bleptina pulla är en fjärilsart som beskrevs av Swinhoe 1902. Bleptina pulla ingår i släktet Bleptina och familjen nattflyn. Inga underarter finns listade i Catalogue of Life.